# Липиньский, Эдвард
Эдвард Липиньский (пол. Edward Lipiński; 18 октября 1888, Нове-Място-над-Пилицей — 13 июля 1986, Варшава) — польский экономист и общественный деятель. Активный участник борьбы за независимость Польши. Правозащитник, один из учредителей КОР, видный эксперт «Солидарности».

## Революционер, экономист, подпольщик
Родился в Царстве Польском, учился в Лейпциге. Получил докторскую степень по экономике в Цюрихском университете. С 1906 — член ППС. Принимал участие в революционных выступлениях 1905—1907 годов, отбывал заключение в царской тюрьме. Участвовал в польско-советской войне.
В независимой Польше Эдвард Липиньский основал Институт цен и бизнес-циклов. С 1929 — профессор Варшавской школы экономики. Создал Центральное статистическое управление Польши и Польскую экономическую ассоциацию. В течение полувека — 1928—1978 — редактировал польское издание журнала The Economist. Член Польской академии наук.
В конце 1930-х Липиньский активно выступал против антисемитизма в политике тогдашних властей. Он был противником авторитарно-милитаристской политики Лагеря национального объединения. Подвергался резким нападкам проправительственных молодёжных группировок. Вынужденно оставил работу в Варшавской школе экономики.
В годы нацистской оккупации Эдвард Липиньский руководил подпольной группой в Ченстохове.

## Диссидент-социалист

### Фронда в ПОРП
После войны Эдвард Липиньский возглавлял кафедру экономики в Варшавском университете, но вскоре был отстранён коммунистическим правительством. В 1946 исключён из ППС, объединившейся с коммунистами. Впоследствии вступил в ПОРП.
Липиньский многократно вступал в полемику с официальными коммунистическими экономистами. Он резко критиковал экономические модели сталинизма, состоял (наряду с такими деятелями, как Яцек Куронь и Кароль Модзелевский) в диссидентском клубе Кривой круг. Однако многолетняя репутация профессора-марксиста создавала ему определённый иммунитет и позволяла выступать с изложением своих взглядов.
В 1956 году Липиньский был привлечён к разработке концепции хозяйственной реформы, но вскоре отстранён от этой деятельности из-за далеко идущих предложений. На следующий год власти заблокировали выдвижение кандидатуры Липиньского в сейм ПНР.

### Диссидентство и «Солидарность»
Эдвард Липиньский подписал несколько оппозиционных обращений. В 1976 он направил открытое письмо Эдварду Гереку, в котором подверг резкой критике правительственное решение повысить цены на продовольствие. Он в принципе осуждал курс на искусственное повышение доходов за счёт внешних заимствований и требовал системных реформ в духе рыночного социализма. В 1975 Липиньский был исключён из ПОРП.

Социализм не может быть директивным. Он рождается только из свободных действий свободных людей.

Эдвард Липиньский

В 1976 Эдвард Липиньский выступил соучредителем Комитета защиты рабочих (КОС-КОР). В 1980 примкнул к Солидарности и стал одним из главных экономических экспертов профсоюза. В этот период во взглядах Липиньского стали проявляться либеральные черты, он прямо выступал за развитие частного сектора производства. 92-летний профессор выступил с речью на I съезде «Солидарности». Именно он объявил о самороспуске КОС-КОР и передаче функций диссидентского комитета многомиллионному профсоюзу.

Работа КОР закончилась — её продолжают другие, более мощные силы. Однако задачи борьбы за независимую Польшу, права человека и гражданина остаются прежними.

Эдвард Липиньский

### При военном режиме
В период военного положения Липиньский не подвергся репрессиям, но находился под наблюдением органов госбезопасности. При этом он оставался уважаемым экономистом и даже выступал в официальной печати. В 1984 было опубликовано обширное интервью Липиньского правительственной газете Zycie Warszawy. Он настаивал на предоставлении широкой хозяйственной самостоятельности государственным предприятиям, что в целом соответствовало установкам генерала Ярузельского. Липиньский публично осуждал партийный контроль над научными и образовательными учреждениями, продолжал правозащитную деятельность, способствовал разоблачению убийц Ежи Попелушко.

Я считаю себя социалистом. Я был социалистом с 1906 года. Цель социализма — освобождение рабочего класса, создание условий для полного развития каждого человека. Но социализм, который был построен, социализм бесхозяйственности и неэффективности, социализм тюрьмы, полиции и цензуры — такой социализм является антисоциалистическим и контрреволюционным.

Эдвард Липиньский

Профессор Липиньский скончался в польской столице в возрасте 97 лет.

Этот человек всю жизнь боролся за социальную справедливость. Он всегда был очень молод и готов всё начать с самого начала.

Яцек Куронь

## В науке и в обществе
Главным научным интересом Эдварда Липиньского являлось совмещение экономического планирования с рыночным саморазвитием, теория экономических колебаний, проблематика промышленного роста. Липиньский — автор ряда работ по экономике, в том числе изданных за рубежом. Для его воззрений был характерен приоритет человеческого фактора перед математическим моделированием. Экономику Липиньский рассматривал прежде всего как «комплекс социальных явлений».
Эдвард Липиньский олицетворял преемственность польской традиции демократического социализма и его постепенную эволюцию в либеральном направлении. Биография Липиньского во многом отразила историю Польши в XX веке. При всех современных ему режимах он являлся политическим оппозиционером, но всегда пользовался признанием как выдающийся экономист.